# باب رایدر
باب رایدر (انگلیسی: Bob Ryder; ۱ ژانویهٔ ۱۹۵۶ – ۱ ژانویهٔ ۲۰۲۰) روزنامه‌نگار، نویسنده، مدیر ورزشی، کارآفرین و مدیر اجرایی بود، که در سال ۲۰۰۲ شرکت ایمپکت رسلینگ را تأسیس کرد.